# Racemobambos pairinii
Racemobambos pairinii là một loài thực vật có hoa trong họ Hòa thảo. Loài này được K.M.Wong miêu tả khoa học đầu tiên năm 1992.